# Fedkivți, Zbaraj
Fedkivți (în ucraineană Федьківці) este un sat în comuna Starîi Vîșniveț din raionul Zbaraj, regiunea Ternopil, Ucraina.

## Demografie
Componența lingvistică a localității Fedkivți
     Ucraineană (98,87%)
     Rusă (1,13%)
Conform recensământului din 2001, majoritatea populației localității Fedkivți era vorbitoare de ucraineană (98,87%), existând în minoritate și vorbitori de rusă (1,13%).